# Claudio David González
Claudio David González (Buenos Aires, 13 de octubre de 1986) es un ingeniero agrónomo, académico y político argentino. Es director del departamento de Agronomía y Ambiente en la Universidad Argentina de la Empresa e investigador del Instituto de Tecnología de la misma universidad.

## Biografía
Nació el 13 de octubre de 1986 en el barrio de Nueva Pompeya de la Ciudad Autónoma de Buenos Aires. 
En 2017, tras realizar estudios en la Facultad de Agronomía de la Universidad de Buenos Aires, obtuvo el título de ingeniero agrónomo, cuya tesis después publicada como libro llevó el título de Distrito de Innovación Alimentaria. Durante el 2022 fue becado por la Escuela de Negocios y de la Administración Pública de la Facultad de Ciencias Económicas de la Universidad de Buenos Aires para realizar la maestría en Procesos de Integración Regional de dicha facultad.

## Trayectoria
Sus inicios laborales fueron en el sector privado, donde trabajó como técnico electrónico en Ubicar S.A. y posteriormente como Ejecutivo de Cuentas en la empresa multinacional Quimtia S.A., para luego pasar al sector público como asesor legislativo de los bloques de la Unión Cívica Radical en la Legislatura de la Ciudad de Buenos Aires y el Congreso Nacional. Desde ese lugar  promovió temas referidos a la infraestructura verde y a la reconversión del viejo Zoológico de Buenos Aires, donde fue redactor de los proyectos del Código de Infraestructura Verde Urbana y del proyecto de EcoParque. Asimismo desde el Congreso Nacional trabajo en la redacción y promoción de proyectos vinculados a la ampliación de creación de nuevas áreas protegidas y a proyectos de desarrollo regional.
Inició su carrera docente en la cátedra de Ecología dentro del departamento de Recursos Naturales y Ambiente de Facultad de Agronomía (Universidad de Buenos Aires) donde comenzó como asistente investigador del Instituto de Investigaciones Fisiológicas y Ecológicas Vinculadas a la Agricultura dependiente del Consejo Nacional de Investigaciones Científicas y Técnicas (Argentina) (IFEVA - Conicet) del cual fue becado junto con otros estudiantes para el proyecto UBCYT-Joven “Determinantes de la Dinámica y Formación de Materia Orgánica del Suelo en distintas transiciones de uso de la tierra”. 2010-2012 bajo la conducción del investigador principal del Conicet Ing. Agr. Gervasio Piñeiro
Durante el 2016 fue seleccionado por Asociación Argentina de Consorcios Regionales de Experimentación Agrícola para realizar el programa de Liderazgo de la institución, posteriormente fue seleccionado y becado por la Sociedad Rural Argentina para realizar el programa de formación dirigencial CEIDA durante el año 2017.
En 2019 fue becado por Bioceres para realizar el primer posgrado de Bioeconomía aplicada en el país, bajo el Programa de Bioeconomía, Políticas Públicas y Prospectiva de la Facultad de Agronomía (Universidad de Buenos Aires), del cual culminó con su tesis orientada a la generación de energía eléctrica en el Mercado Central de Buenos Aires a partir de una comparación directa entre la digestión anaeróbica y la Pirólisis gaseosa. Tesis que luego fue publicada con referato en la revista INNOVA de la Universidad Nacional de Tres de Febrero. Programa en el cual actualmente es docente.
Durante el 2020 fue designado por el presidente Alberto Fernández como Vocal del Directorio de la Administración de Parques Nacionales en representación del Ministerio de Ambiente y Desarrollo Sostenible (Argentina), donde promovió la producción de alimentos dentro de las áreas protegidas, siendo autor del proyecto de Lineamientos Generales para la Producción de Alimentos en las Áreas Protegidas Nacionales, y de los sellos de diferenciación por calidad y origen en los Parques Nacionales, asimismo estableció acuerdos bilaterales con la Federación de Parques Naturales Regionales de Francia para fomentar el intercambio y el equipamiento de las poblaciones rurales que habitan en los parques, en particular con la del Parque Nacional Los Cardones.
Asimismo fue parte de la gestión y promoción de diferentes medidas de actualización de los convenios colectivos laborales del Cuerpo de Guardaparques Nacionales así como del Cuerpo de Brigadistas, la ampliación de las áreas protegidas nacionales, la internacionalización del organismo mediante acuerdos internacionales con organismos equivalentes desde donde promovió el intercambio del personal en particular el destinado al control de incendios forestales, a partir de un acuerdo bilateral firmado con el Organismo Autónomo Parques Nacionales de España, la regularización de las poblaciones rurales y el mejoramiento del equipamiento para la reducción y prevención del riesgo ante eventos naturales adversos. Ocupó el cargo hasta el 10 de diciembre de 2023.
Durante octubre del año 2022 fue electo como presidente del Consejo Profesional de Ingeniería Agronómica de la República Argentina en un momento muy complicado para la institución con cuentas bancarias caídas y sin recursos para poder abonar los sueldos. Durante su primer año desarrollo una fuerte política de recorte de gastos y reconversión de la estructura, una vez establecido el equilibrio desarrolló de visualización del consejo profesional y posicionamiento en el sector agropecuario, con diferentes acciones vinculadas a la participación política y la jerarquización profesional de los profesionales del agro  como la promoción de la aplicación de la receta agronómica, la actualización de los sistemas de conexión e intercambio mediante la digitalización de los sistemas, así como una fuerte política de beneficios económicos a los profesionales como matrícula habilitada en formaciones de posgrado y en elementos de uso cotidiano.
Posteriormente ante el cambio de gobierno y la asunción del presidente Javier Milei, formó parte de los equipos del  Ing. Fernando Vilella con quien asumiría el cargo de Director Nacional de Riesgo y Emergencia Agropecuarias de la Secretaría de Bioeconomía, cargo que ocuparía hasta julio del año 2024,  
Durante los años 2021 a 2024 asistió como profesor invitado en la Universidad del CEMA, en la Facultad de Derecho de la Universidad de Buenos Aires y la Facultad de Ciencias Económicas (Universidad de Buenos Aires)
Desde julio de 2024, ejerce como Director del Departamento de Agronomía y Ambiente en la Universidad Argentina de la Empresa y como investigador del Instituto de Tecnología de dicha universidad.

## Publicaciones
- GONZALEZ, C. “Distrito de Innovación Alimentaria” Ed. Esfera Grafica S.A. ISBN: 978-987-42- 2525-2. Buenos Aires. República Argentina. 2016. 500 impresiones.[18]
- GONZALEZ, C. VILELLA, F. 2019, “Teorías de Zonificación. De Distritos a Clusters. Criterios para su constitución y sus objetivos de Desarrollo” ID 109. Vol. 40 1. “Revista Agronomía y Ambiente” de la Facultad de Agronomía de la UBA.[19]
- GONZALEZ, C. VILELLA, F. OTAÑO, C. GRASSI, A. “Generación de Energía eléctrica a partir de biomasa residual en el Mercado Central de Buenos Aires. Ensayo de comparación entre biodigestión anaeróbica y pirolisis gaseosa” Revista INNOVA UNTREF, Sexta Edición. Universidad Tres de Febrero. Diciembre 2020.[20]
- GONZALEZ, C.; 2019; “La Argentina sobre caminos de tierra” en portal online “Replanteo Revista”. Ed. Abril 2019. [21]
- GONZALEZ, C.; 2019; “Alimentación Saludable” en portal online “Replanteo Revista” Ed. Marzo
- 2019. [22]
- GONZALEZ, C.; 2019; “La Importancia del Impacto Ambiental” en portal online “Replanteo Revista”. Ed. Enero 2019. [23]
- GONZALEZ, C.-; 2019; “Una Agroindustria para el Siglo XXI” en portal online “Replanteo Revista”. Ed. Octubre 2018. [24]